# Grazer Hütte
Die Grazer Hütte ist eine Schutzhütte der Sektion Graz des Österreichischen Alpenvereins. Sie befindet sich auf 1882 m ü. A. unter dem 1896 m ü. A. hohen Sattelkogel am Südostgrat des Preber in den Schladminger Tauern, nächst der Grenze zwischen Steiermark und Salzburg. Sie wurde 1893/1894 erbaut, am 17. September 1894 eröffnet und 1924 erweitert.

## Wege

### Zustiege
- Gappmayeranger, 1550 m ü. A., eine Stunde Gehzeit
- Klausen, 1300 m ü. A., eine Stunde Gehzeit
- Prebersee, 1514 m ü. A., eine Stunde 45 Minuten Gehzeit

### Übergänge
- Rudolf-Schober-Hütte, 1667 m ü. A., zehn Stunden Gehzeit
- Breitlahnhütte, 1104 m ü. A., neun bis zehn Stunden Gehzeit

### Touren
- Preber, 2740 m ü. A., zwei Stunden Gehzeit, auch als Skitour Im Winter möglich
- Roteck, 2742 m ü. A., drei Stunden Gehzeit
- Lungauer Tauern Krone, Wander- und Trailrunningstrecke[3]

## Karten
- Alpenvereinskarte Bl. 45/3
- Bundesamt für Eich- und Vermessungswesen Bl. 158